# عبد الكريم بابوش
عبد الكريم بابوش(أو عبد الكريم بعبوش) (بالفرنسية: Abdelkrim Babouche) سياسي, محامي جزائري، عضو جبهة التحرير الوطني إبان حرب التحرير الجزائرية عضو سابق في المجلس الأعلى للقضاء، نائب سابق عن حزب جبهة التحرير الوطني سنة 1965, ولد في 24 ديسمبر 1930 سطيف وتوفي في 20 جوان 2018.

## النشأة
ولد عبد الكريم بابوش يوم الأربعاء 24 ديسمبر 1930 في حارة«عمار الدايرة» بحي لانقار في قلب مدينة سطيف في أسرة متواضعة مسعود بن سماعيل وأمه ربابعة مسعودة بنت عبد الله وتلقى تعليمه في مدرسة السوق المغطى (متوسطة علام منصور حاليا) ثم ثانوية البرتيني (ثانوية محمد القيرواني حاليا) لينهي مشواره الدراسي بدراسة القانون في جامعة الجزائر.

## العمل الثوري
بدأ عبد الكريم نشاطه الثوري بالمشاركة في مظاهرات 8 ماي 1945 بسطيف وهو لا يتجاوز 15 عام ثم انظم إلى الكشافة الإسلامية الجزائرية في سن المراهقة للدفاع عن المثل العليا للحرية والتضامن.
التحق بابوش بالثورة في 1954 عند انطلاقها ثم انضم إلى جبهة التحرير الوطني في جانفي 1956 وكان مسؤول عن الأعمال الفدائية بولاية سطيف.
اعتقل لأول مرة في في 5 سبتمبر 1957 نتيجة الأعمال الانتقامية التي تلت ثورة الجزائر بتهمة الانضمام إلى جماعة مسلحة والعصيان المباشر وحكم عليه بالمؤبد وهو في سن 27 ليتم نقله إلى سجن قسنطينة في 4 ديسمبر 1958 ثم سجن لامبيز بباتنة تحت رقم 8108 ليتعرض هناك إلى شتى أنواع التعذيب والتنكيل مع الثوار المعتقلين مثل عبد الله فاضل، حبيب جلولي، عبد الحميد بنزين، بوزيد الغزولي، مبروك كداد، عثمان بلوزداد شقيق الشهيد محمد بلوزداد.

### العمل السياسي في السجن
أسس عبد الكريم بابوش مع رفقائه في سجن لامبيز مجلة «صوت المجاهدين» "La voix Des Prisonniers " والتي هي عبارة مجلة تصدر مرتين في الاسبوع للدفاع عن حقوق المسجونين واسماع صوتهم للمنظمات الحقوق، إذ كان عبد الكريم المشرف على المجلة مع التنسيق مع زملائه.
كما قام بانشاء دورات تعليمية لفائدة زملائه من أجل تعليم اللغة الفرنسية من جهة، وتوعيتهم و تحفيزهم من اجل الاستمرار في النضال ضد الاستعمار الفرنسي من جهة أخرى.
كما تمكن عبد الكريم من التواصل بالهيئات الحقوقية الدولية ومراسلتها واطلاعها بأحوال المسجونين بعد اختيار زملائه لتمثيلهم والاحتفاظ بسرية الرسائل، كنتيجة لذلك، انتقدت اللجنة الدولية لصليب الأحمر بسويسرا الحالة اللانسانية للسجناء وعارضت الاعتقال القسري والتعذيب اللانساني ودافعت عن القضايا التي أثارها عبد الكريم مما ارغم السلطات الفرنسية في الجزائر على تحسين اوضاع السجناء.

## الخروج من السجن
تم اطلاق سراح بابوش في 5 ماي 1962 وتم تعيينه ممثل لجبهة التحرير الوطني للولاية السابقة في سطيف (سطيف، بجاية مسيلة).كما استقبل رئيس الحكومة المؤقتة فرحات عباس بولاية سطيف بصفته ممثل جبهة FLN من جهة و احد تلاميذ فرحات عباس من جهة اخرى.
كما تمحور اللقاء حول الامور السياسية للبلاد و التحضير لاستفتاء 1 جويلية 1962 حول تقرير مصير الجزائر.

## ما بعد الاستقلال
ترشح عبد الكريم بابوش للانتخابات التشريعية سنة 1965 عن حزب FLN ثم انسحب عام 1968 واعتزل السياسة لتتفرغ لمهنة المحاماة والدفاع عن المظلومين في محاكم ولاية سطيف بمكتبه في حي دروج باولو وسط ولاية سطيف.

## التكريم
كرمه والي ولاية سطيف السيد ناصر معسكري مرفوق مع رئيس المجلس الشعبي السيد ورئيس أمن ولاية سطيف محمد اخريب وممثلي المصالح الأمنية وبعض نواب ولاية سطيف تقديرا لمجهوداته وتضحياته في سبيل الوطن بمناسبة يوم الطالب في 19 ماي 2018.

## الوفاة
توفي عبد الكريم بابوش يوم 20 جوان 2018 بمنزله الواقع بمدينة سطيف اثر صراع مع مرض عضال، وتم تشيع الجنازة يوم 21 جوان 2018 بمقبرة سيدي الخير في ضواحي مدينة سطيف في جو جنائزي مهيب وحضور عدد غفير من المشيعين و اعيان مدينة سطيف وممثلي المصالح الأمنية والولائية.